# R. Féret
R. Féret – francuski pływak, uczestnik Letnich Igrzysk Olimpijskich 1900 w Paryżu.
Wraz z drużyną Libellule de Paris zajął 4. miejsce w pływaniu drużynowym. Indywidualnie wziął udział w wyścigu na dystansie 200 metrów stylem dowolnym.